# Detroit Shock 2009
La stagione 2009 delle Detroit Shock fu la 12ª nella WNBA per la franchigia.
Le Detroit Shock arrivarono terze nella Eastern Conference con un record di 18-16. Nei play-off vinsero la semifinale di conference con le Atlanta Dream (2-0), perdendo poi la finale di conference con le Indiana Fever (2-1).

## Roster
| N° | Naz.                   | Ruolo | Sportivo          | Anno | Alt. | Peso |
| -- | ---------------------- | ----- | ----------------- | ---- | ---- | ---- |
| 1  | Stati Uniti (bandiera) | G     | Shavonte Zellous  | 1986 | 178  | 70   |
| 4  | Stati Uniti (bandiera) | G     | Kristin Haynie    | 1983 | 168  | 67   |
| 5  | Stati Uniti (bandiera) | G     | Sherill Baker     | 1982 | 173  | 57   |
| 6  | Stati Uniti (bandiera) | A     | Nikki Teasley     | 1979 | 183  | 77   |
| 11 | Stati Uniti (bandiera) | C     | Kelly Schumacher  | 1977 | 196  | 83   |
| 14 | Stati Uniti (bandiera) | GA    | Deanna Nolan      | 1979 | 178  | 73   |
| 20 | Stati Uniti (bandiera) | G     | Tanae Davis       | 1987 | 180  | 71   |
| 22 | Stati Uniti (bandiera) | G     | Alexis Hornbuckle | 1985 | 180  | 70   |
| 23 | Stati Uniti (bandiera) | A     | Plenette Pierson  | 1981 | 188  | 77   |
| 24 | Stati Uniti (bandiera) | C     | Olayinka Sanni    | 1986 | 188  | 93   |
| 30 | Stati Uniti (bandiera) | G     | Katie Smith       | 1974 | 180  | 82   |
| 33 | Stati Uniti (bandiera) | C     | Britany Miller    | 1987 | 193  | 102  |
| 35 | Stati Uniti (bandiera) | A     | Cheryl Ford       | 1981 | 191  | 87   |
| 42 | Stati Uniti (bandiera) | A     | Crystal Kelly     | 1986 | 188  | 86   |
| 44 | Stati Uniti (bandiera) | C     | Taj McWilliams    | 1970 | 188  | 83   |
| 45 | Stati Uniti (bandiera) | C     | Kara Braxton      | 1983 | 198  | 86   |
| 54 | Stati Uniti (bandiera) | AC    | Barbara Farris    | 1976 | 191  | 88   |

## Staff tecnico
- Allenatori: Bill Laimbeer (1-2) (fino al 15 giugno)[1], Rick Mahorn (17-14)
- Vice-allenatori: Rick Mahorn (fino al 15 giugno), Cheryl Reeve, Earl Cureton
- Preparatore atletico: Laura Ramus